# Des Allemands
Des Allemands est une ville de l'État américain de la Louisiane, située dans les paroisses de Saint-Charles et Lafourche, sur la rive du bayou des Allemands. En 1975, le gouverneur Edwin Edwards signe une proclamation qui déclare Des Allemands la capitale mondiale du poisson-chat (Catfish Capital of the World). En 1980, une législation va jusqu'à la proclamer capitale universelle du poisson-chat.

## Histoire
Cette localité a été fondée par des colons alsaciens, lorrains, allemands et suisses au début du XVIIIe siècle dans le secteur dénommé la « Côte des Allemands ». Ces derniers donnèrent également leur nom à deux lacs : Le Lac Des Allemands situé en amont du bayou Des Allemands et le « Petit lac des Allemands » situé en aval de la ville Des Allemands.

## Géographie
La localité Des Allemands est située près du village de Bayou Gauche et à l’est de Gheens-Vacherie et de Houma.

## Notes et références

Vue (du sud) du bayou Des Allemands en 2003.